# Йога-спорт
Йога-спорт — вид спорта на основе ритмической гимнастики и аэробики, в котором основными элементами являются асаны. Распространён в Индии и Южной Америке. Йога-спорт создан под эгидой различных федераций йоги Индии в целях популяризации йоги.

## Соревнование
Соревнования проводятся с 1989 года в нескольких направлениях: атлетическая йога, артистическая йога, ритмическая йога, асаны, акробатическая йога, танцевальная йога.
Также выступления проводятся в возрастных категориях:
- Младшие (8-14 лет мальчики и 8-12 лет девочки)
- Юниоры (14-20 лет юноши и 12-20 лет девушки)
- Взрослые (20-30 лет мужчины и 20-25 лет женщины)
- Старшие (30-40 лет мужчины и 25-40 лет женщины)
- Ветераны (от 40 лет и старше)

Каждый участник выполняет несколько асан (иногда под музыкальный аккомпанемент) сначала в обязательной программе, затем в произвольной. Выступление оценивается жюри по системе 10-балльных оценок.
Иногда в программу соревнований включается теоретическая часть, которая также оценивается 10-балльными оценками.